# أسد أبيض

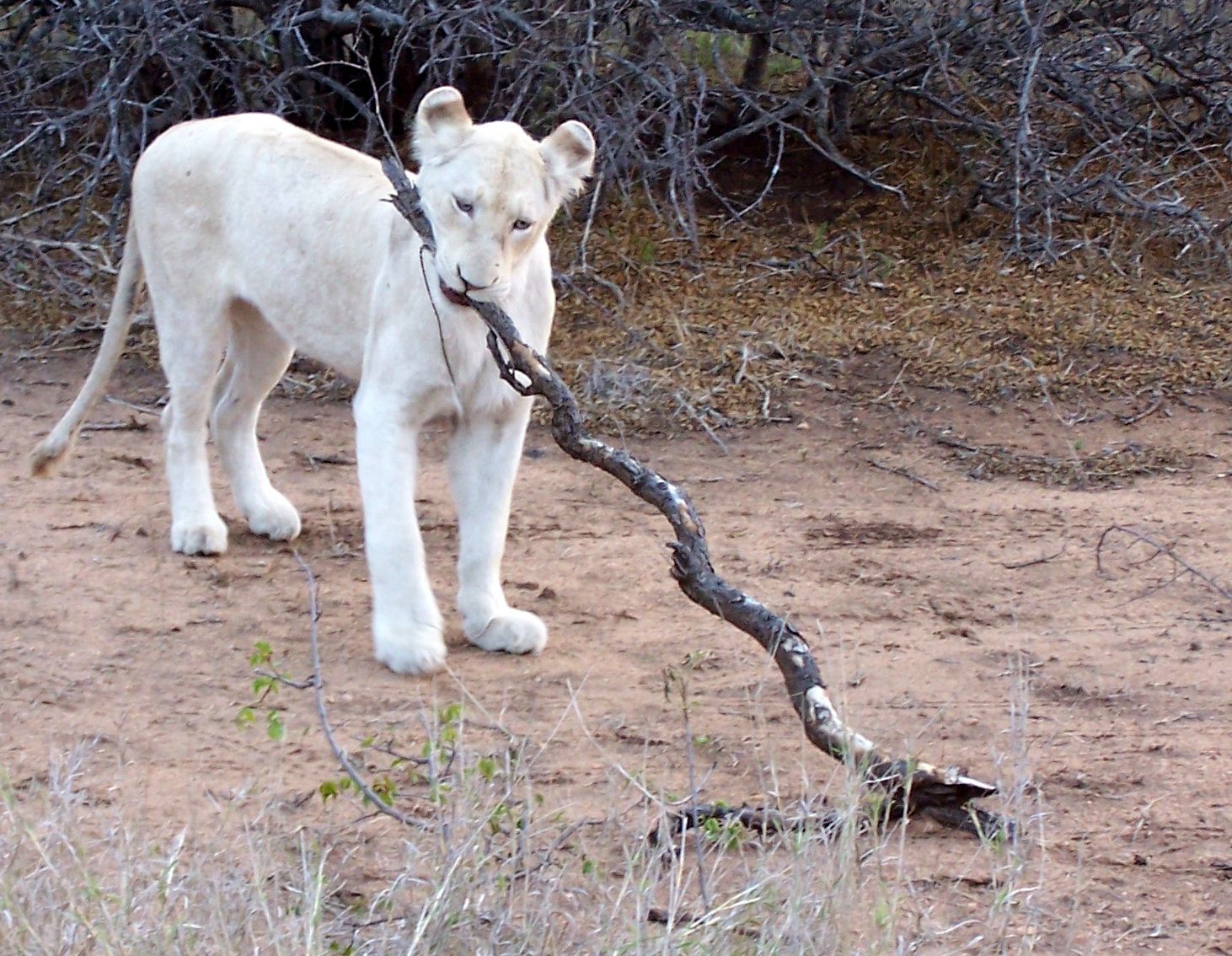
صورة لأسد أبيض في منتزه كروغر الوطني بجنوب أفريقيا

الأسد الأبيض هو شكل فريد ذو حالة وراثيّة تعرف بالبياض أو عدم اللون، مما يجعل لون جلده باهتا بشكل كبير.

## تاريخ اكتشافه
لم يكن وجود الأسود البيضاء مؤكداً حتى أواخر القرن العشرين، فلمئات السنين السابقة، كان يُعتقد أن قصة وجودها وكل ما وصل عنها من أخبار ومعلومات ليس سوى أساطير ملفّقة تدور في جنوب أفريقيا، حيث كان يُقال أن اللون الأبيض للحيوان يمثل الطيبة في جميع المخلوقات.
وردت أولى التقارير التي تفيد برؤية هذه الحيوانات في أوائل القرن العشرين في عام 1928م، وذكر بعض الأشخاص أنهم قد شاهدوا أُسُوداً بيضاء عام 1940 و1959، إلى أن عُثر على أشبال بيضاء في محمية طرائد تمبافاتي الخاصة عام 1975م.
عدد الأسود البيض غير معروف ولكن عددها في حدائق الحيوانات في عام 2004م كان 30 أسداً فقط.

## خصائصه

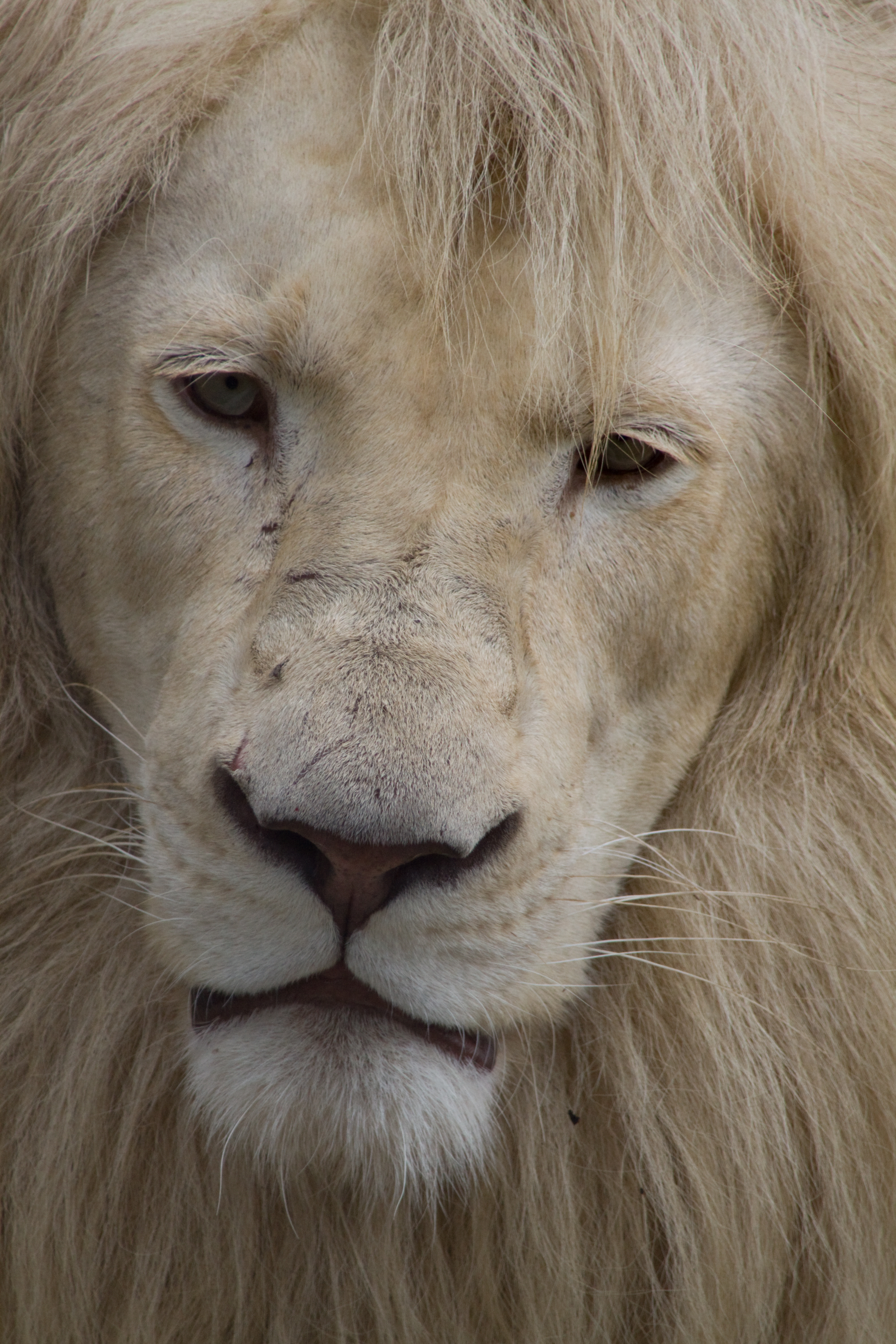
الأسد الأبيض

يسبب اللون الأبيض مشكلة للأسد تتعلّق بالصيد، فقد يفضحه لونه للطريدة بعكس الأسود الطبيعيّة التي تتموّه كليّاً مع محيطها.
لون الأسد الغير مألوف ناتج عن طفرة جينية لأنواع الأسود المعروفة بلونها البني الفاتح tawny lions وقد تم الحفاظ على هذا النوع عن طريق التزاوج الانتقائي لأنواع معينة في حدائق الحيوان.
الأسد الأبيض ليس أمهقاً (أبرص) وإنما سبب لونه الأبيض يعود إلى نوع من الجينات المتنحية يختلف تماما عن جين المهق albinism gene وهو نفس الجين المسئول عن اللون الأبيض عند النمور.
لا تعتبر الأسود البيضاء نوعاً مستقلاً بحد ذاتها، وقد استوطنت منطقة Timbavati جنوب أفريقيا لعدة قرون وهناك يتم تربية هذه الأسود لسبب رئيسي وهو صيدها، حيث توجد مخيمات مخصصة لتزاوج وتربية الأسود البيضاء، ولا يسمح لها بالتزاوج مع الأنواع الأخرى للأسود بغرض الحفاظ على اللون، ونتيجة لتزاوج الأقارب هذا ظهرت حالات من الأسود البيضاء تعاني من شلل في الأطراف الخلفية وأخرى تعاني من أمراض قلبية.
في عام 2003 ظهرت محاولات لإطلاق الأسد الأبيض للعيش في الحياة البرية كالأنواع الأخرى، وقد بددت الأسود البيضاء سوء الفهم الذي كان يحوم حولها بأنها لا تقدر على الصيد لأنها لا تملك القدرة على التمويه والتخفي بصورة طبيعية بسبب لونها، فمحاولات الصيد التي قامت بها اللبؤات البيضاء كانت مساوية (وربما أعلى من) المحاولات التي قامت بها اللبؤات السمر.
يعيش في غابات ماليزيا وهو نادر ومهدد بالأنقراض. يمكن أن يصل وزن اللبوة إلى 180 كيلوجراماً، أما الذكر فإلى 250. معدل العمر: في العراء، تكون أعمارها بين 10 - 14 سنة، أما في الأسر (كحدائق الحيوان) فتصل إلى 20 سنة.

## في الإعلام
يذكر أن فكرة مسلسل الرسوم الكارتوني الياباني الشهير «الليث الأبيض» والمعروف عالميا باسم «كيمبا» مستوحاة من الأسد الأبيض الذي ذاع صيته إعلاميا في ذلك الوقت.